# Wolfgang Kapp
Wolfgang Kapp (24 de julio de 1858, Nueva York - 12 de junio de 1922, Leipzig) fue un político alemán que, gracias a su carrera desempeñada en la Administración germana, llegó a ostentar el cargo de gobernador provincial de Prusia Oriental en 1906. Vinculado a las ideas políticas ultranacionalistas durante toda su vida, fue nombrado canciller durante el transcurso del Kapp-Putsch (en alemán, putsch significa "golpe de Estado") y, posteriormente, considerado como el líder de este infructuoso complot contra la República de Weimar que se desarrolló entre los días 13 y 17 de marzo de 1920.